# Ладіслас Смід
Ладіслас Смід (фр. Ladislas Smid, 1 травня 1915, Будапешт — 24 вересня 1990) — угорський і французький футболіст, що грав на позиції півзахисника за «Ланс» та національну збірну Франції.

## Клубна кар'єра
Починав займатися футболом на батьківщині у складі «Аттіли» (Мішкольц). 
1934 року перебрався до Франції, де приєднався до лав «Ланса», кольори якого захищав до завершення ігрової кар'єри у 1950 році. Під час німецької окупації Франції під час припинення футбольних змагань у 1943/44 грав за місцеву ж «Ланс-Артуа».

## Виступи за збірну
1945 року дебютував в офіційних матчах у складі національної збірної Франції. Того року провів у її формі 4 матчі.
Помер 24 вересня 1990 року на 76-му році життя.
| Дата       | Місто    | Господарі | Результат | Гості   | Турнір           | Голи | Примітки |
| ---------- | -------- | --------- | --------- | ------- | ---------------- | ---- | -------- |
| 8-4-1945   | Лозанна  | Швейцарія | 1 – 0     | Франція | товариський матч | -    |          |
| 26-5-1945  | Лондон   | Англія    | 2 – 2     | Франція | товариський матч | -    |          |
| 6-12-1945  | Відень   | Австрія   | 4 – 1     | Франція | товариський матч | -    |          |
| 15-12-1945 | Брюссель | Бельгія   | 2 – 1     | Франція | товариський матч | -    |          |
| Усього     |          | Матчів    | 4         |         | Голів            | 0    |          |